# Jozef Bánovský
Jozef Bánovský [jozef bánouský] (* 14. prosince 1961) je bývalý slovenský fotbalový útočník.

## Hráčská kariéra
V československé lize hrál za Jednotu Trenčín, aniž by skóroval. Jeho posledními kluby byly OŠK Slovan Beckov a ŠK Bezovec Stará Lehota (od 1. září 1992).

### Prvoligová bilance
| Ročník             | Zápasy | Góly | Minuty | Klub               |
| ------------------ | ------ | ---- | ------ | ------------------ |
| I. liga 1979/80    | 2      | 0    | 85     | TJ Jednota Trenčín |
| CELKEM I. ČS. LIGA | 2      | 0    | 85     |                    |